# Лука Вушкович
Лу́ка Ву́шкович (хорв. Luka Vušković; нар. 23 лютого 2007, Спліт) — хорватський футболіст, захисник англійського клубу «Тоттенгем Готспур» і збірної Хорватії.

## Клубна кар'єра

### «Хайдук»
Вихованець футбольної академії клубу «Хайдук». В сезоні 2022–23 в складі молодіжної команди «Хайдука» дійшов до фіналу Юнацької ліги УЄФА.
24 лютого 2023 року підписав контракт з «Хайдуком» до літа 2026 року. 26 лютого 2023 року дебютував в основному складі «Хайдука», вийшовши в стартовому складі матчу чемпіонату Хорватії проти загребського «Динамо» в рамках Вічного дербі. У віці 16 років і 2 днів став наймолодшим гравцем в історії клубу в офіційних матчах. 1 березня 2023 року в поєдинку Кубка Хорватії проти «Осієка» забив свій перший гол у професіональній кар'єрі. Таким чином він став наймолодшим (16 років і 5 днів) автором забитого м'яча в історії «Хайдука». В своєму дебютному сезоні провів за «Хайдук» 11 поєдинків і забив один гол, допомігши команді здобути Кубок Хорватії.

#### Оренда в «Радом'як»
31 січня 2024 року перейшов на правах оренди в польський клуб «Радом'як» до кінця сезону. 10 лютого дебютував за нову команду в матчі польської Екстракляси проти «Краковії», вийшовши на заміну Майку Сестору. 4 березня в поєдинку проти «Сталі» забив свій перший гол за «Радом'як». Всього за час оренди провів за клуб 14 ігор, відзначившись трьома м'ячами.

#### Оренда в «Вестерло»
9 липня 2024 року відправився в сезонну оренду в бельгійський «Вестерло». 28 липня дебютував за «Вестерло» в матчі Про-ліги проти клубу «Серкль» (Брюгге), вийшовши в стартовому складі. 3 серпня 2024 року в поєдинку проти «Мехелена» забив свій перший гол за клуб.
15 жовтня 2024 року англійська газета The Guardian назвала його одним з 60-ти найкращих футболістів світу 2007 року народження.

### «Тоттенгем Готспур»
25 вересня 2023 року англійський клуб «Тоттенгем Готспур» оголосив про домовленість щодо трансферу гравця, який відбудеться 1 липня 2025 року. Контракт футболіста з новою командою розрахований до 30 червня 2030 року. Сума трансферу становить близько 12 млн фунтів стерлінгів, який став найдорожчим в історії «Хайдука», перевершивши продаж Николи Влашича 2017 року за 10 млн.

## Кар'єра в збірній
Виступав за збірні Хорватії до 15, до 16, до 17, до 19 і до 21 року. 
В травні 2025 року вперше викликаний до збірної Хорватії головним тренером Златко Даличем для участі в матчах  відбіркового турніру до чемпіонату світу 2026 проти збірних Гібралтару та Чехії. 9 червня 2025 року в поєдинку з Чехією дебютував за збірну Хорватії, вийшовши на заміну Дує Чалета-Цару.

## Особисте життя
Син Даніеля Вушковича, колишнього футболіста. Його брат, Маріо, також професіональний футболіст і виступає за німецький «Гамбург».

## Статистика виступів

### Клубна статистика
Станом на 13 серпня 2025 
| Клуб              | Сезон             | Чемпіонат         | Чемпіонат | Чемпіонат | Кубок | Кубок | Кубок ліги | Кубок ліги | Єврокубки | Єврокубки | Інші  | Інші | Всього | Всього |
| Клуб              | Сезон             | Дивізіон          | Матчі     | Голи      | Матчі | Голи  | Матчі      | Голи       | Матчі     | Голи      | Матчі | Голи | Матчі  | Голи   |
| ----------------- | ----------------- | ----------------- | --------- | --------- | ----- | ----- | ---------- | ---------- | --------- | --------- | ----- | ---- | ------ | ------ |
| Хайдук            | 2022–23           | ХФЛ               | 8         | 0         | 3     | 1     | —          | —          | 0         | 0         | —     | —    | 11     | 1      |
| → Радом'як        | 2023–24           | Екстракляса       | 14        | 3         | —     | —     | —          | —          | —         | —         | —     | —    | 14     | 3      |
| → Вестерло        | 2024–25           | Про-ліга          | 36        | 7         | 0     | 0     | —          | —          | —         | —         | —     | —    | 36     | 7      |
| Тоттенгем Готспур | 2025–26           | Прем'єр-ліга      | 0         | 0         | 0     | 0     | 0          | 0          | 0         | 0         | 0     | 0    | 0      | 0      |
| Всього за кар'єру | Всього за кар'єру | Всього за кар'єру | 58        | 10        | 3     | 1     | 0          | 0          | 0         | 0         | 0     | 0    | 61     | 11     |

### Міжнародна статистика
Станом на 9 червня 2025 
| Збірна            | Сезон             | Товариські | Товариські | Офіційні | Офіційні | Всього | Всього |
| Збірна            | Сезон             | Матчі      | Голи       | Матчі    | Голи     | Матчі  | Голи   |
| ----------------- | ----------------- | ---------- | ---------- | -------- | -------- | ------ | ------ |
| Хорватія          |                   |            |            |          |          |        |        |
| 2025              | 0                 | 0          | 1          | 0        | 1        | 0      |        |
| Всього за кар'єру | Всього за кар'єру | 0          | 0          | 1        | 0        | 1      | 0      |

### Матчі за збірну
Станом на 9 червня 2025 
| Матчі Луки Вушковича за збірну Хорватії | Матчі Луки Вушковича за збірну Хорватії | Матчі Луки Вушковича за збірну Хорватії | Матчі Луки Вушковича за збірну Хорватії | Матчі Луки Вушковича за збірну Хорватії | Матчі Луки Вушковича за збірну Хорватії | Матчі Луки Вушковича за збірну Хорватії | Матчі Луки Вушковича за збірну Хорватії |
| №                                       | Дата                                    | Суперник                                | Рахунок                                 | Голи                                    | Картки                                  | Хвилини                                 | Змагання                                |
| --------------------------------------- | --------------------------------------- | --------------------------------------- | --------------------------------------- | --------------------------------------- | --------------------------------------- | --------------------------------------- | --------------------------------------- |
| 1                                       | 9 червня 2025                           | Чехія                                   | 5–1                                     |                                         |                                         | 3'                                      | Відбіркові матчі ЧС-2026                |

Всього: 1 матч / 0 голів; 1 перемога, 0 нічиїх, 0 поразок.

## Досягнення
«Хайдук»
- Володар Кубка Хорватії: 2022–23[33]